# 飓风格特
飓风格特（英語：Hurricane Gert）是1993年9月一场在墨西哥和整个中美洲引发严重洪灾的大规模热带气旋，也是1993年大西洋飓风季第7场获得命名的风暴和第3场飓风，源于9月14日西南加勒比海上空一股东风波发展而成的热带低气压。次日，气旋短暂达到热带风暴强度并从尼加拉瓜登岸，经过洪都拉斯后于9月17日在洪都拉斯湾再次达到热带风暴标准，但次日进入伯利兹上空后就减弱成热带低气压。穿过尤卡坦半岛后，格特接触到坎佩切湾的温暖水域，令其得以在9月20日强化成二级飓风。飓风以每小时165公里的最大持续风速从韦拉克鲁斯州的图斯潘附近登陆墨西哥的墨西哥湾沿岸地区。崎岖的地形很快打断了气旋的结构，格特于9月21日从纳亚里特州进入太平洋时已降级成热带低气压。系统在太平洋中有过短暂的发展，一度拥有少许强烈雷暴，最终于5天后在开放水域上空消散。
格特的大规模环流给整个中美洲带去了大范围且持久的暴雨，这些地区刚在一个月前受到热带风暴布雷特的袭击，土壤含水量处于饱和状态，因此出现了大规模洪灾，给财物和农作物造成严重损失。虽然风暴的最强风力出现在登陆墨西哥时，但该国所受破坏仍以降水引发的洪水最为严重。多条主要河流溢出或决口，导致韦拉克鲁斯州和塔毛利帕斯州大量区域被水淹没，成千上万的居民被迫撤离。降雨量最大的是深入内陆的圣路易斯波托西州山区，局部降雨量高达798毫米。灾难发生后，多个国家交通和通讯受到严重扰乱，成千上万的居民流离失所，国际社会纷纷主动提供援助。这场风暴共计夺走了至少90人的生命，还有至少43人失踪，经济损失达1.7亿美元（1993年美元，相当于2025年的3.59億美元）。

## 气象历史
1993年9月5日，一股东风波从达喀尔以南离开非洲海岸，以较快的速度向西穿越热带大西洋。由于所在位置纬度相对较低，东风波与热带辐合带发生相互作用，附近的对流得以强化。系统在海平面位置发展出弱低气压中心，该中心于9月11日直接从特立尼达岛上空经过。系统中大部分天气活动随后沿南美洲北部海岸移入内陆，除下的仍然保持热带系统特征，于9月13日进入加勒比海西南部上空。由于外部对流层环境有利，系统开始表现出发展迹象，有深层对流组织成层次分明的弧形雨带。由于系统的组织结构有所强化，并且出现了表面环流，美国国家飓风中心于协调世界时9月14日下午18点将其归类为热带低气压，气旋这时位于巴拿马北部海岸以北约165公里海域。
经卫星观测和该地区的无线电探空仪数据显示，低气压在形成阶段保留着大规模的环流。其云层格局继续聚结，美国国家飓风中心于9月15日将其升级成热带风暴并以“格特”（Gert）命名。向西北偏西方向行进一段时间后，风暴中心于当天下午18点以风力时速65公里强度从尼加拉瓜的布卢菲尔兹附近登岸。由于与陆地间存在相互作用，风暴无法得到进一步发展，6小时后，格特就降级成热带低气压。虽然气旋中心在内陆上空逗留了近两天，但大部分环流还是保持在邻近的加勒海比和太平洋水域上空。这使得系统可以在向西北方向前进、先后途经尼加拉瓜和洪都拉斯的过程中仍然保持着热带气旋的特征，而没有像美国国家飓风中心多次预料的那样在陆地上空消散。

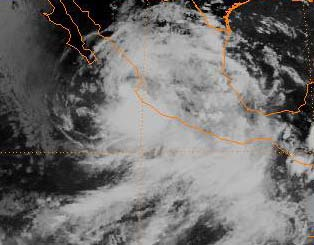
第十四E号热带低气压的卫星图像

9月17日，气旋进入洪都拉斯湾并很快增强成热带风暴。同日，风暴因受到东部墨西哥湾上空一片中到上层低压槽的影响转向西北偏北。格特在水面上空持续的时间较短，次日就从伯利兹市附近再次登岸，所以没有多少时间获得进一步强化。进入陆地上空后，系统开始受到西北方向一片高压脊的影响而再度转朝西北偏西方向移动。风暴在穿越尤卡坦半岛期间组织性持续减弱，于9月18日晚以热带低气压强度从坎佩切州的钱波通（Champotón）进入坎佩切湾。进入开放水域上空后，由于风切变很少，格特的深层对流得以巩固，到次日早上6点，气旋已再一次成为热带风暴。9月20日，美国空军一架飓风猎人侦察机的数据表明风暴已进一步达到风速每小时120公里强度，升级成了飓风。格特调头向西，并且前进速度因北面一个短波槽的影响略有放缓，风暴也因此有了更多的时间在水上发展。气旋最终达到了风力时速165公里，最低气压970毫巴（百帕，28.64英寸汞柱）的最高强度，可以在萨菲尔-辛普森飓风等级下达到二级飓风标准。
9月20日晚21点左右，格特以最高强度从韦拉克鲁斯州图斯潘以西不远处登陆墨西哥海岸。进入陆地上空后，飓风行进速度加快并在东马德雷山脉上空迅速减弱，到9月21日时已退化成热带低气压。不过系统强度虽大幅减弱，但其大规模环流在穿越该国的过程中却几乎没有受到影响。低气压于当晚从纳亚里特州海岸进入太平洋，美国国家飓风中心因此将其重新归类为1993年太平洋飓风季的第十四号热带低气压。残留的深层对流强度跌宕起伏，卫星观测数据表明低气压可能会在9月22日短暂增强成热带风暴。气旋之后两天继续向西北偏西方向飘移，对流消散后，下层气流令系统向西南转向。由于海面温度低，系统无法得到再度发展，于9月26日在海上消散。

## 防灾措施
确认热带低气压发展形成后，哥斯达黎加有关部门于9月14日向该国沿海地区发展了绿色警报。次日，该国大西洋沿海收到了热带风暴警告。国家电视台和广播电台向公众发布警告信息，许多救援人员进入待命状态，确保在需要时及时介入。这使得多所医院以及高风险区域的居民得以及时有效地疏散。9月15日，尼加拉瓜的大西洋沿海地区也收到了热带风暴警告，警告生效范围还从卡贝萨斯港向南延伸到邻近岛屿。洪都拉斯提前发布的风暴警告让成百上千的居民得以在飓风来袭前及时撤离。风暴出现袭击尤卡坦半岛的显著迹象时，从伯利兹向北至科苏梅尔岛之间的沿海地区从9月17日起处于热带风暴警告生效状态，直至次日飓风登陆时止。
气旋仍处尤卡坦半岛上空时，墨西哥政府向韦拉克鲁斯向北至塔毛利帕斯州索托拉马里纳（Soto la Marina）之间的墨西哥湾沿岸地区发布了热带风暴观察预警。到9月18日时，预警已升级成热带风暴警告并向南延伸至米纳蒂特兰，不过之前的预警区域在格特表现出增强趋势后升级成了飓风警告。风暴来袭前，该国墨西哥湾沿岸多个港口中止了营运，生活在风险区域的人们也予撤离。飓风上岸后，所有的警告和预警均予中止。

## 影响
| 国家       | 死亡 | 失踪 |
| ---------- | ---- | ---- |
| 洪都拉斯   | 27   | 12   |
| 尼加拉瓜   | 11   | 27   |
| 萨尔瓦多   | 5    | 4    |
| 哥斯达黎加 | 1    | 0    |
| 危地马拉   | 1    | 0    |
| 墨西哥     | 45   | 0    |
| 共计       | 90   | 43   |

格特存在的大部分时间里都是个大规模的热带气旋，并且始终接近海岸，足以再次强化并重新发展出强烈的雷暴天气。这导致风暴给大范围地区带去暴雨，在中美洲和墨西哥都引发了大面积洪灾和泥石流。这些灾害导致至少90人丧生，道路、农作物、财产和植被的损失一共超越1.7亿美元（1993年美元，相当于2025年的3.59億美元）。

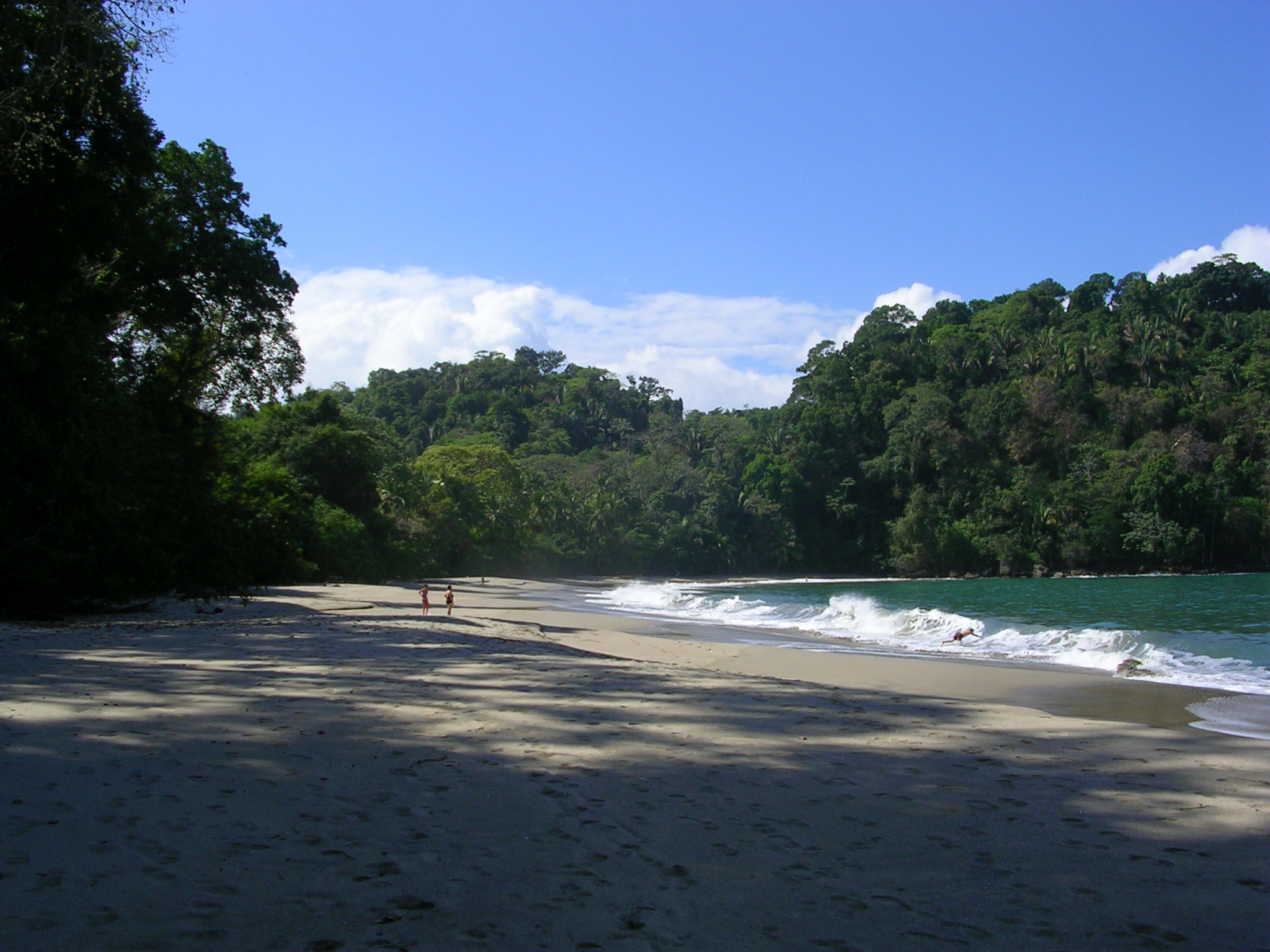
位于中太平洋自然保育区的曼努埃尔安东尼奥国家公园受到飓风格特的严重破坏

### 哥斯达黎加
虽然飓风格特的中心一直位于海上，但其大规模环流还是给哥斯达黎加全国各地带去了狂风暴雨，当地一所气象站在风暴经过期间一共记录下了332毫米降雨量。从地质学上来说，受灾最严重地区沉积层的渗透系数低，因此土壤的含水量很容易饱和。最初的降水令许多河流水位上涨，增大了洪灾的威胁。滕皮斯克河一度达到溢流的边缘，迫使邻近地区居民大规模疏散，但该河最终有惊无险，水位逐渐回落。持续数小时的倾盆大雨令包括克波斯（Quepos）、奥萨半岛在内的多个太平洋沿岸地区出现大范围洪灾和局部山体滑坡，造成许多道路和桥梁严重受损。洪水摧毁了约2平方公里的香蕉作物，还对油椰子种植园构成中等程度破坏。小范围种植的芦苇、玉米、豆类和大米也受到严重影响。地方渔业因风暴受创，克波斯有许多小型船只受损严重。曼努埃尔安东尼奥国家公园因狂风变得满目疮痍，克波斯依靠旅游业带动的经济受到极大影响。
飓风还给该国造成了中等程度的财产损失，有27套民宅被毁，另外659套受损，其中大部分是因洪水导致。该国共计遭受了310万美元（1993年美元，相当于2025年的654萬美元）的经济损失，其中超过170万美元（1993年美元，相当于2025年的359萬美元）属基础设施受损。约有1000人在风暴期间前往避难所躲避，由于准备及时，该国只有一人在飓风引起的山体滑坡掩埋了自己家时因心脏骤停死亡。

### 尼加拉瓜
风暴以热带风暴强度从尼加拉瓜登岸，该国一个月前刚刚经受热带风暴布雷特的摧残，土壤含水量已经饱和，格特带来的过量降雨可谓雪上加霜。虽然气旋袭击的是大西洋海岸，但降雨量最大的却是该国北部和太平洋沿海地区。奇南德加省科林托（Corinto）的降雨量达到最高的452毫米，奇南德加和莱昂也分别达到447毫米和444毫米，首都马纳瓜在风暴期间测得249毫米降水。风暴从布卢菲尔兹附近登陆时产生的持续风速不超过每小时65公里，但在近海产生的大浪有3.7米高。进入内陆后格特退化成热带低气压并继续在行经该国沿途产生中等烈风强度风力。
大玉蜀黍岛近海有9艘渔船被狂风和大浪摧毁，两艘皮划艇及其上数量不明的乘客长眠大海。从布卢菲尔兹和（Tasbapauni）附近登岸期间，格特引发了严重的沿海洪灾，促使近千居民和数百土著米斯基托村民撤离。更为内陆的地区因长时间暴雨造成众多河流溢出，进一步引发灾难性的洪灾。拉马（Rama）附近的一条河流上涨到超过正常水位10米，导致3900人无家可归，全镇约有80%被水淹没。里瓦斯省有多个社区因里瓦斯附近一条河流泄洪而淹没，位于该国和哥斯达黎加边界的沿海社区卡德纳斯（Cárdenas）暴雨持续了数天之久。整个博阿科省有5人因洪水丧生，约6000人受到影响。山体滑坡还给许多桥梁和道路构成进一步破坏，当地交通受到严重扰乱。全国14个省共有至少59套房屋被毁，约225套受到一定程度的破坏。风暴还导致该国的基础设施受损，并引起可观的经济损失。有1万零448户家庭受到不同程度的影响，共11人遇难，27人失踪。该国一个月前刚刚遭受了热带风暴布雷特的摧残，因此无法精确统计出飓风格特造成损失的数字。两场风暴共计造成了约1070万美元（1993年美元，相当于2025年的2257萬美元）的破坏，其中大部分是私人财产损失。

### 洪都拉斯

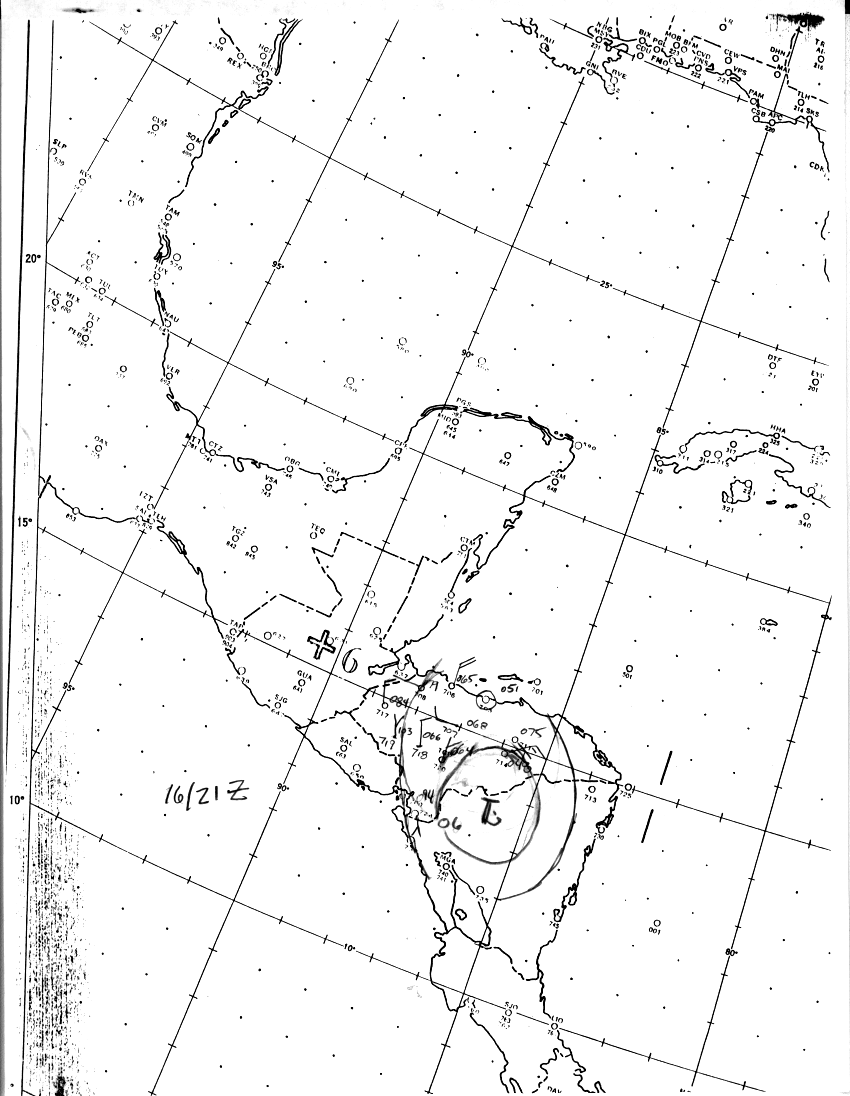
格特位于洪都拉斯和尼加拉瓜边境上空时的天气图，系统这时处于热带低气压强度。

虽然已减弱成热带低气压，但格特在穿越洪都拉斯的过程中继续产生大量降水，德古斯加巴记录下的降雨量有172毫米。全国18个省中有13个受到毁灭性的洪水袭击，其中包括该国北部和莫斯基托斯海岸大部分地区，这些地区还在一个月前刚刚经受过热带风暴布雷特的袭击。风暴引发的洪灾影响了该区域约2.4万居民，并且几乎完全切断了周边地区的通讯。包括乌卢阿河在内的多条主要河流因降雨量太大导致溢出，整个苏拉谷的多条河流情况尤为严重，该国第二大城市圣佩德罗苏拉及其位于科尔特斯省内的其他多个周边城市大部分区域被水淹没。上涨的水位促使许多居民撤离，拉蒙·比列达·莫拉莱斯国际机场在洪灾期间中止了所有营运。
科尔特斯港因这场风暴变得满目疮痍，这里是中美洲最重要的港口城市之一。乔洛马有一条河流溢出，引发大面积洪灾，该地区仅因山体滑坡就导致6人遇难。该国农业也遭受重创，包括香蕉、糖类和柑桔类在内的约23平方公里位于低洼地区的种植园受到洪灾的严重破坏。整个洪都拉斯的道路、桥梁和财产共在这场风暴中遭受了1000万美元（1993年美元，相当于2025年的2109萬美元）的损失，有6万7447人直接受到影响，其中约有60%不得不离开家园。洪都拉斯政府在最后的公开声明中确认有27人死亡，另外还有12人失踪。

### 中美洲其他地区
途经中美洲期间，气旋令整个萨尔瓦多的云层和降水都有所增多。强风将树木连根拔起或是令其树枝折断，对输电线缆构成破坏，造成多处停电。倾盆大雨还在一条主要高速公路沿线引发了破坏性的泥石流。乌苏卢坦（Usulután）西南方向不远处的一条河流因水位上涨过快而不得不实行泄洪操作，导致附近种植园的约10平方公里农作物受到洪水的破坏。包括圣马科斯（San Marcos）和圣维森特（San Vicente）在内的其他多个地区都报道因洪水而受到严重损失；圣米格尔也出现了一些财物和道路受损。虽然风暴期间中止了捕捞作业，但还是有4名当地渔民在海上失踪。该国有近8000居民受到这一天气系统影响，官方报告中称有12户民房被毁，5人丧生。
危地马拉有两万人受到气旋产生的倾盆大雨影响，还有一位女孩遇难。该国受到了相当可观的农业损失，但缺乏具体的报告和数据。格特以热带风暴强度的最低标准从伯利兹市附近上岸，给沿海地区带去暴雨。位于近海岛屿上的一个气象站在风暴期间记录下了241毫米降雨量。不过雨量虽大，伯利兹市内却只出现了轻度洪灾。

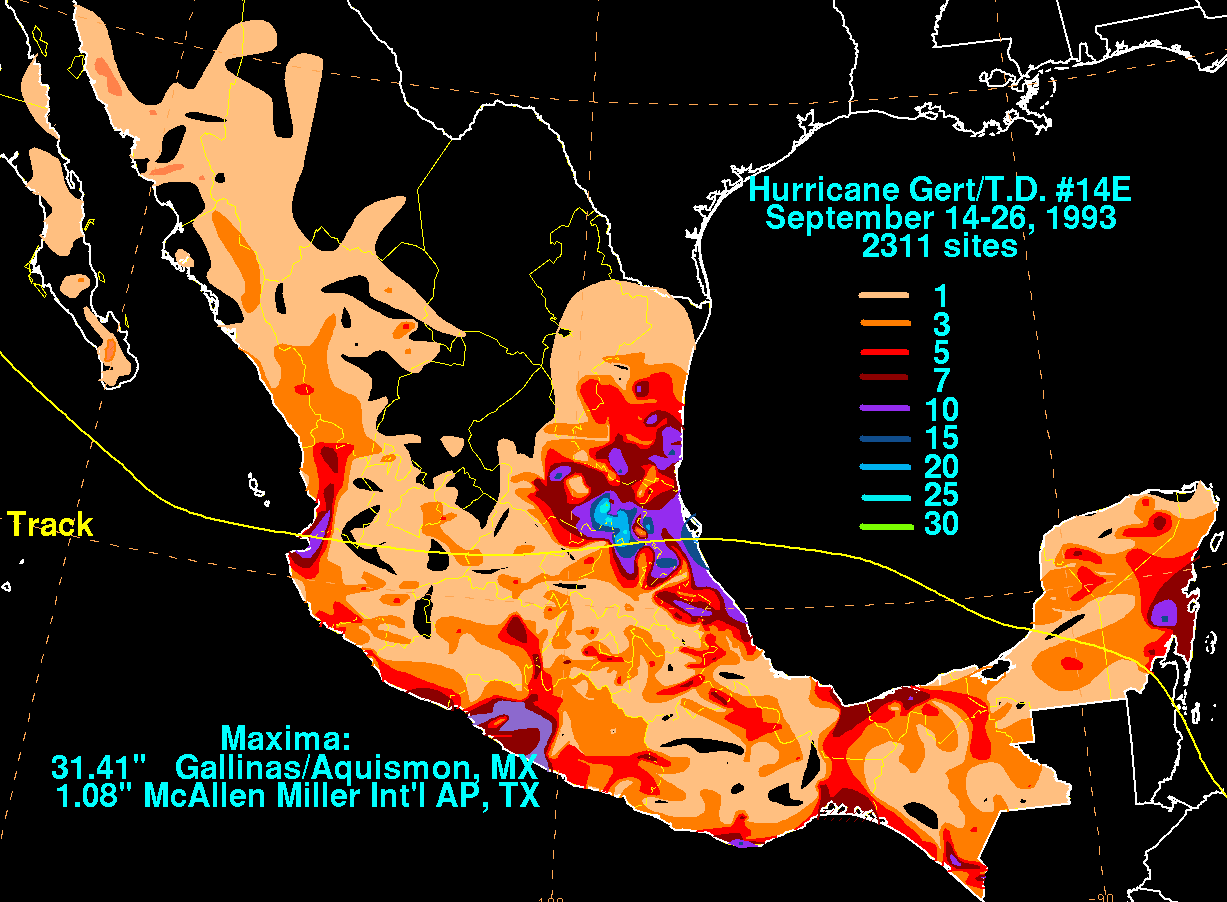
风暴给墨西哥带去的降雨量分布图

### 墨西哥
格特以热带风暴强度的最低标准穿越尤卡坦半岛，给金塔纳罗奥州带去了可观的降水。切图马尔记录下的24小时降雨量达到188毫米，该州其它多个地区的局部降雨量总计达到380毫米左右。风暴登陆期间产生的阵风短暂冲击了该国海岸，最大风力时速是切图马尔记录下的70公里。当地所受影响主要局限于局部洪灾，但有一条道路的交通因此中断。此外，水灾还迫使切图马尔和费利佩卡里略波多一些低洼地区的居民撤离到地势更高的区域。坎佩切州包括卡门城在内的部分地区因零散骤雨引发轻度洪灾。
风暴登陆期间，塔毛利帕斯州和韦拉克鲁斯州沿海受到大风大浪的冲击，不过飓风强度的狂风主要局限在气旋的南部风眼墙中。位于风眼登岸点以南不远的图斯潘记录下的风速超过每小时160公里，更南面的波萨里卡也记录下了时速130公里的阵风，北面的坦皮科风速达到每小时90公里。虽然风力猛烈，但对墨西哥造成破坏最严重的还是风暴产生的降水，格特的大规模环流与东马德雷山脉发生相互作用，给拉瓦斯特卡大部分地区带去了极端的降雨量。圣路易斯波托西州阿基斯蒙（Aquismón）记录下的降雨量高达798毫米，而韦拉克鲁斯州滕波阿尔（Tempoal）在风暴期间的24小时降雨量也达到339毫米。
墨西哥于9月20日首次开始受到格特的影响，图斯潘、塞罗阿苏尔（Cerro Azul）和波萨里卡等多地都有树木被强风连根拔起，还撕开了多户民房的屋顶。格特产生的极端降水令众多河流上涨到临界水位，该国拉瓦斯特卡地区因此受到了持续数天的特大洪水袭击。韦拉克鲁斯州起初因滕波阿尔河、莫克特苏马河和卡拉沃索河即将溢出而促使滕波阿尔、埃尔伊戈（El Higo）和普拉通桑切斯（Platón Sánchez）的许多居民逃离家园。卡拉沃索河最终决口，切断了普拉通桑切斯村与外界的联系。不过最具破坏性的还是帕努科河的洪水，于9月24日从墨西哥谷经帕努科（Pánuco）流入海湾。急流横扫了韦拉克鲁斯州全部212个市中的30个，超过5000户民房淹至没顶。埃尔伊戈受灾最重，有90%的居民区被淹。经过持续数天的暴雨，帕努科河于9月27日上涨到超过正常水位8.72位，创下40年来的最高纪录，该河决口后摧毁了帕努科市的一个主要堤防，迫使超过8000市民疏散。破坏性的洪水向北一直到达了塔毛利帕斯州南部，该州有约5000居民被迫撤离。整个坦皮科市有一半被厚厚的泥浆覆盖，许多建筑物被毁。马德罗和阿尔塔米拉（Altamira）市区也受到洪水重创。帕努科盆地周边和坦皮科共计有8100平方公里土地被水淹没，包括其上种植的大量柑橘、咖啡、玉米、豆类、谷物和大豆等作物。整个地区的电话线路和供水供电都受到严重影响，多个社区还因桥梁和道路被毁而落入与世隔绝的境地。
圣路易斯波托西州的农业受到重创，约80%的作物和大量牲畜被洪水冲走。大范围地区的学校、桥梁和道路受损，全州共有25人遇难。格特的毁灭之路深入内陆，一直到达了伊达尔戈州，该州有35条河流决口。洪水冲毁了多座桥梁和多条道路，切断了电话线和供水，导致多达361个社区出现通讯故障。全州还有35个市的4425套民宅、121所学校和49幢公共建筑受损，约680平方公里的农田被毁。全州共有15人死亡，8人受伤。
飓风格特是40年来对墨西哥造成损失最严重的自然灾害，估计有6万人受到影响，29075套房屋和2700平方公里作物受损或被毁。全国共有45人丧生，经济损失达到1.56亿美元（1993年美元，相当于2025年的3.29億美元）。

## 善后

### 中美洲
1993年9月16日，哥斯达黎加政府宣布该国进入紧急状态。紧急救援人员获派前去评估影响并向灾民分发生活用品，这些生活用品包括4万1250公斤食品、1422张床垫和1350条毛毯。风暴过去后，各个灾区道路网络受到的破坏又进一步对农业、旅游业和商业造成不利影响。连接该国中部和南部的泛美公路因阻塞而导致了相当可观的经济损失。由于洪水破坏了大量的农田，许多独立作物生产商因损失太重而无法投入到之后的播种工作中。
尼加拉瓜在格特来袭前就已因热带风暴布雷特而进入紧急状态，包括红十字会在内的全国和区域性救援机构相应扩展了救灾工作。虽然该国政府并未再度呼吁国际援助，但还是有多个海外机构提供了资金援助，瑞士银行开设了捐款账号，联合国开发计划署提供了5万美元用于购买燃料，联合国儿童基金会分发了价值2.5万美元的家庭用品和药品。世界粮食计划署捐赠了约72公吨食品，还提供了灾害应对专家服务。日本、加拿大、瑞士、挪威、德国和西班牙政府一共捐赠了30万美元援助金，
9月18日，洪都拉斯总统乘直升机视察了灾区，宣布多个城市进入紧急状态。虽然大部分灾民在数天内就得到了援助，但由于道路受损引起交通不便，灾情严重的莫斯基托斯海岸地区救援工作受到严重延误。到9月28日，仍有约2.7万居民无法返回洪水淹没的家园，只能留在政府开设的避难所。7个星期后，有120户需求最迫切的居民通过临时住房项目获得了居所。全国范围内的污水处理系统、水务和公共厕所都受到严重影响，需要加以改造。对公共卫生问题的关注度有所上升，所需药品的费用总额达20.8万美元。日本、加拿大、德国和英国政府一共提供了31.03万美元购买救援物资。洪都拉斯约有5900户家庭因这场风暴失去收入来源。由于仅有的水库受到破坏，科尔特斯港大部分地区在风暴过后的饮用水短缺持续了数月之久。此外水源受到污染还令农村地区爆发的霍乱疫情雪上加霜。

### 墨西哥
洪灾发生后，红十字会立即开始向灾民发放救灾物资。墨西哥总统在乘直升视视察后宣布帕努科河盆地为紧急防区并启动搜救工作。许多住房的屋顶受到了无法修复的损害，数以千计的居民因此流离失所。政府呼吁国际社会伸出援手，提供衣物、食品和医疗用品。伊达尔戈州的5家存储中心提供了超过4.2万吨的食品。整个圣路易斯波托西州一共发放了64吨鸡、4.5万间配膳室和7.6万个一次性盘子，还有5万零440条毛毯和6081张充气床。多所学校成为无家可归者的避难所，这里的儿童、老人、孕妇以及哺乳期妇女获得了价值2.7万美元的捐赠奶粉。
风暴过去3周后，有超过6.5万人安置在避难所，其中大部分人都一直待到了洪水退去之时。急需修补房屋的灾民获得了2.2万美元政府补助用于购买屋顶板材。该国总统批准了3740万美元用于道路、房屋重建以及对受影响农户的援助。风暴过去后，墨西哥呼吸系统疾病和皮肤感染的个案数量有小幅上涨，但整体卫生情况还是得到了良好的控制。